# 아키야마 유리카
아키야마 유리카(일본어: 秋山ゆりか, 1992년 10월 19일 ~ )는 일본의 여성 아이돌 그룹 전 THE 폿시보(2015년 7월까지), 차오 벨라 칭케티(2015년 7월부터)의 전 멤버이며, 그라비아 아이돌이다. 일본 가나가와현 출신이다.

## 인물
- 좋아하는 음식 : 토마토, 새우 플라이, 사과, 딸기, 고기, 콩나물
- 싫은 음식 : 피망, 나스, 생크림, 낫토, 치즈, 단 것 (초콜릿 등)
- 특기 : 배드민턴, 정리 정돈, 청소, 다리 맛사지
- 취미 : 볼링, 가라오케, 야구 관람 (한신 타이거스, 카네모토의 팬)
- 기르고 있는 애완동물 : 개 3마리, 거북이 2마리

## 작품

### DVD
- あっきゃんchu♥ (2010년 11월 1일, 카켄켄큐샤, Grassoc)
- THE ポッシボー 5周年記念DVD「五年熟成」あっきゃんBuchu (2011년 7월 13일, TNX)

### 사진집
- あっきゃんべー (2009년 6월 25일, 카켄켄큐샤)